# Callizygaena
Callizygaena is een geslacht van vlinders van de familie bloeddrupjes (Zygaenidae), uit de onderfamilie Callizygaeninae.

## Soorten
- C. ada (Butler, 1892)
- C. albipuncta (Hampson, 1900)
- C. amabilis Jordan, 1907
- C. auratus (Cramer, 1779)
- C. aurifasciata Hering, 1922
- C. defasciata Hering, 1928
- C. flaviplaga Hering, 1925
- C. glaucon Semper, 1896
- C. luzonensis (Schultze, 1925)
- C. semperi (Druce, 1892)
- C. unipuncta (Swinhoe, 1904)
- C. venusta Jordan, 1912